# GP Ouest France-Plouay 2003 (mannen)
De GP Ouest France-Plouay 2003 was de 67ste editie van deze Franse wielerkoers en werd verreden op zondag 24 augustus over een afstand van 198 kilometer. Aan de start stonden 160 renners, van wie 99 de finish bereikten.

## Mannen
| GP Ouest France-Plouay 2003 (198 km) |                   |                         |          |
| Plaats                               | Naam              | Ploeg                   | Tijd     |
| Winnaar                              | Andy Flickinger   | Ag2r Prévoyance         | 4u34'22" |
| 2                                    | Anthony Geslin    | Brioches La Boulangère  | z.t.     |
| 3                                    | Nicolas Jalabert  | Team CSC                | z.t.     |
| 4                                    | Christophe Mengin | Française des Jeux      | z.t.     |
| 5                                    | Kurt-Asle Arvesen | Team Fakta              | z.t.     |
| 6                                    | Mark Scanlon      | Ag2r Prévoyance         | z.t.     |
| 7                                    | Joseba Albizu     | Mercatone Uno-Scanavino | + 0' 03" |
| 8                                    | Patrice Halgand   | Jean Delatour           | + 0' 25" |
| 9                                    | Cédric Vasseur    | Cofidis                 | + 1' 38" |
| 10                                   | Thor Hushovd      | Crédit Agricole         | + 1' 48" |
|                                      |                   |                         |          |
| 19                                   | Geert Verheyen    | Marlux-Wincor-Nixdorf   | z.t.     |
| 48                                   | Addy Engels       | Française des Jeux      | + 5' 11" |

Bretagne Classic: 1931 · 1932 · 1933 · 1934 · 1935 · 1936 · 1937 · 1938 · 1939 - 1944 · 1945 · 1946 · 1947 · 1948 · 1949 · 1950 · 1951 · 1952 · 1953 · 1954 · 1955 · 1956 · 1957 · 1958 · 1959 · 1960 · 1961 · 1962 · 1963 · 1964 · 1965 · 1966 · 1967 · 1968 · 1969 · 1970 · 1971 · 1972 · 1973 · 1974 · 1975 · 1976 · 1977 · 1978 · 1979 · 1980 · 1981 · 1982 · 1983 · 1984 · 1985 · 1986 · 1987 · 1988 · 1989 · 1990 · 1991 · 1992 · 1993 · 1994 · 1995 · 1996 · 1997 · 1998 · 1999 · 2000 · 2001 · 2002 · 2003 · 2004 · 2005 · 2006 · 2007 · 2008 · 2009 · 2010 · 2011 · 2012 · 2013 · 2014 · 2015 · 2016 · 2017 · 2018 · 2019 · 2020 · 2021 · 2022 · 2023 · 2024
Classic Lorient Agglomération: 1999 · 2000 · 2001 · 2002 · 2003 · 2004 · 2005 · 2006 · 2007 · 2008 · 2009 · 2010 · 2011 · 2012 · 2013 · 2014 · 2015 · 2016 · 2017 · 2018 · 2019 · 2020 · 2021 · 2022 · 2023 · 2024